# Ахмед I
Ахме́д I (осм. آحمد اول — Âhmed-i evvel, тур. Birinci Ahmet; 18 квітня 1590, Маніса — 22 листопада 1617, Стамбул) — чотирнадцятий султан Османської імперії, що правив з 1603 до 1617 року; син султана Мехмеда III від Хандан Султан.

## Біографія
Ахмед I народився навесні 1590 року в Манісі в сім'ї майбутнього султана Мехмеда III і його наложниці Хандан-Султан.
З перших днів правління Ахмед проявив рішучість і самостійність. Під час церемонії Джулюс (принесення присяги знаттю) він не став чекати, поки візири посадять його на трон, а сів на нього сам без найменших вагань. Під час таклід Сеіф — оперізування мечем (аналог європейської коронації) — він особисто оточив себе мечем свого предка султана Османа I Газі (зазвичай це робив високопоставлений священнослужитель). Одним з перших рішень молодого султана було відсторонення від влади своєї бабусі Сафіє-Султан і в підсумку вона була заслана в Старий палац, розташований в Едірні, в січні 1604 року.
Хоча Хандан-Султан очолила гарем і намагалася керувати своїм сином, Ахмед як правитель мало підкорявся своїй матері і навіть вступив в конфлікт з нею з приводу долі свого молодшого брата, Шехзаде Мустафи. Незабаром молода валіде-султан вмирає в листопаді 1605 року і ця подія на час підкошує сили султана Ахмеда. Він влаштував матері пишні похорони і для спочинку душі Валіде роздав стражденним велику кількість їжі і подаяння, а потім на деякий час поїхав у Бурсу.
На початку правління Ахмеда I Османська імперія вела війну одночасно з Австрійською монархією (Тринадцятирічна війна в Угорщині) і Персією (Турецько-перська війна (1603—1618)). Крім того, тривало повстання Джелалі в Анатолії, що почалося ще на початку правління султана Мехмеда III, і повстанці, очолювані селянином Календероглу Мехметом-Агою, контролювали значну територію на заході півострова Мала Азія. Більш того, Календероглу мав під своїм початком 30 тисяч осіб і не приховував наміру ліквідувати владу династії Османів в Анатолії. Хоча один з ватажків заколотників на ім'я Делі Хасан у 1604 році отримав прощення і, отримавши в управління Боснійський санджак, був направлений в армію, що діяла проти австрійців.
Після тривалих кілька років боїв повстання було жорстоко придушене завдяки великому візиру Куюджу Мураду-Паші. Насамперед, великий візир вирішив дати генеральний бій заколотникам, і воно відбулося 5 серпня 1608 року. Повстанці втратили в кровопролитній битві майже дві третини своїх сил і Календероглу довелося бігти під захист шаха Персії. Після розгрому війська бунтівників Анатолія опинилася у владі карателів. В результаті Куюджу Мурад-Паша вогнем і мечем відновлював владу султана, залишаючи після себе масові поховання страчених повстанців. Але, розуміючи, що одними лише каральними заходами положення змінити неможливо, уряд видав спеціальні укази, які наказували місцевій владі вжити заходів для повернення селян на їх колишні місця проживання, забезпечити умови для розвитку землеробства, ремесла і торгівлі. А в жовтні 1609 султан Ахмед видав навіть «Указ про справедливість» («Адалет-наме»), в якому в числі причин, що породили бунти і заколоти, було названо тяжке становище населення Анатолії.
Скориставшись відволіканням османських військ на придушення повстання в Анатолії, перський шах Аббас I Великий вигнав турецькі гарнізони з Азербайджану, Грузії та інших територій, відступлених за Стамбульським договором 1590 року. Згодом Аббас I завдав ряд поразок турецьким військам, які намагалися повернути втрачені території. У 1610 році великий візир Куюджу Мурад-Паша, який був до цього зайнятий придушенням повстання Джелалі, виступив в похід проти шаха Аббаса, але не зміг залучити його в бій, а в серпні наступного року він раптово помер в Діярбакирі. Більш того, серед державних чиновників знайшлися ті, що були готові укласти мир з Персією. Їх очолювач став в 1611 році великим візиром Гюмюльджінелі Насух-Паша. За договором 1612 року Османська імперія була змушена визнати завоювання Аббаса. Перш ніж був ратифікований мирний договір, у турецького султана попросили захисту два грузинських князя. Це спровокувало шаха Аббаса на удар, який турки витлумачили як порушення перемир'я. Крім того, шах взяв під варту османського посланника при своєму дворі. У 1614 році був страчений Насух-Паша, який на той час був одружений з дочкою Ахмеда I Айше-Султан, і новим великим візиром став Окюз Мехмед-Паша. У 1616 році великий візир на чолі великої армії підійшов до стін фортеці Еривань, проте облога закінчилася невдачею, і Мехмед-Паша був зміщений з посади. У 1617 році новий великий візир Марашли Халіль-Паша зумів захопити Тебриз, але під Ардебілем потрапив в засідку перських військ і зазнав нищівної поразки.
В ході війни з Австрією, коли Габсбурги були зайняті боротьбою з князем Трансільванії Іштваном Бочкаї, Ахмед I особисто командував армією в кампанії 1605 року, яка завершилася взяттям фортеці Естергом 3 жовтня того ж року. Однак повстання Джелалі і національно-визвольний рух в Леванті змусили Високу Порту погодитися на переговори з Габсбургами. 11 листопада 1606 року з Австрією було підписано Житваторокський мир, згідно з яким османи відмовлялися від вимоги щорічної данини з Австрії, утримувалися від нападу на володіння Габсбурзької монархії в Угорщині і визнавали імператорський титул Габсбургів. У 1608 році правителем Трансільванії в ході повстання гайдуків став соратник Іштвана Бочкая Габріель Баторій. У тому ж році він був визнаний султаном Ахмедом, отримав зі Стамбула символи влади і звільнення країни від виплати данини на три роки. Однак в 1613 році турецька армія за підтримки волоського господаря Раду Міхнов і молдавського господаря Стефана Томші зробила каральний похід на Трансильванське князівство і Ахмед I затвердив в якості його нового правителя дворянина Габора Бетлена, який став провідником османського впливу в Східній Європі.
Одним з великих візирів Османської імперії на початку правління Ахмеда I був Дервіш Мехмед-Паша. Він був родом з Боснії і виконував функції вихователя молодого Ахмеда, а заодно і служив в якості Бостанджи. Коли Ахмед I в 1603 році зайняв османський престол, він призначив Дервиша хранителем султанських покоїв, а пізніше капудан-пашею. У той період мати Ахмеда Валіде Хандан-Султан намагалася впливати на свого сина і порушити в його серці недовіри до Дервіша-Паші. Однак в 1605 році Хандан Султан вмирає і вплив Дервиша-Паші на молодого султана посилюється. Але незабаром розгорівся конфлікт між великим візиром Османської держави Соколлузаде Лала Мехмедом-Пашою і Дервішем-Пашою, в ході якого останній переконав султана відправити проти Джелалі армію на чолі з кузеном Мехмедом-паші Соколлу. Сам Соколлузаде Лала Мехмед-паша вмирає через хворобу, і 21 червня 1606 року Дервіш Мехмед-паша стає великим візиром. Потім він відправляє у відставку шейх-уль-ісламу Сунуллаха-ефенді, який намагався розкрити султану справжню сутність нового великого візира, і залишається в Стамбулі. Однак рішення Дервиша з тих чи інших державних питань викликали масу невдоволень і скарг з боку населення, і в кінцевому підсумку, ненависть самого Ахмеда I. Спроба стягнути податки зі стамбульського населення через балкони будинків, ще більше ускладнила його становище. Кінець Дервиша підготувала купа боргів, яку він спробував звалити на єврейського купця-підрядника, який будував палац на замовлення великого візира. У підсумку справа завершилася тим, що султан Ахмед дізнався про те, що Дервіш-паша нібито намагається вбити його. 11 грудня 1606 року в засіданні ради дивана Дервіш-паша був страчений за наказом султана.
Великий вплив на Ахмеда надавала його кохана дружина Кесем-султан. У 1604 році в гаремі Ахмеда I з'явилася нова наложниця: імовірно звали її Анастасія і була вона гречанкой з острова Тінос. Турецькі загарбники продали її на стамбульському невільничому ринку. За повідомленнями венеціанських послів, в середині 1610-х років перебував під впливом Кесем-султан Ахмед I вислав мати свого старшого сина Махфіруз Хадидже-султан в Старий палац, де вона провела решту життя. Також, ймовірно під впливом Кесем, Ахмед зберіг життя недоумкуватому братові Мустафі: Кесем не бажала після смерті султана бачити на троні шехзаде Османа, сина Ахмеда I і Махфіруз, оскільки вважала, що коли Осман зійде на трон, він, швидше за все, стратить своїх єдинокровних братів. Незважаючи на це, Ахмед з самого початку свого правління побоювався Мустафи, який був заточений в Кафес. Як писав дипломат Контаріні в 1612 році, султан двічі віддавав наказ задушити брата, однак в обох випадках міняв своє рішення. Першого разу це сталося через сильний біль у шлунку султана, а вдруге — його сильно налякала гроза, в епіцентрі якої опинився палац Топкапи.
На замовлення Ахмеда I в 1609—1616 роках в Стамбулі була побудована мечеть Ахмедіє (відома також як «Блакитна мечеть») — один із шедеврів мусульманської архітектури. Сам султан отримав каліцтва, коли особисто гасив пожежі в Стамбулі в 1606 році. Він також дбав про добробут простого народу і через це залишився в пам'яті як один з найбільш позитивних правителів Османської держави. Крім того, він з дитинства виготовляв рогові кільця, які надягали на великий палець, щоб було зручніше натягувати тятиву на луці.
Ахмед I помер від висипного тифу в 1617 році. Він був похований в мавзолеї, який знаходиться поруч з Блакитною мечеттю.

## Сім'я
Дружини і наложниці
- Махфіруз Хадідже-султан
- Фатма-хатун
- Кесем-султан

Сини
- Осман II (3 листопада 1604 — 20 травня 1622; мати — Махфіруз Хадідже Султан)
- Шехзаде Мехмед (8 березня 1605, Стамбул — 12 квітня 1621; мати — Кесем Султан)
- Шехзаде Сулейман (1610/1611 Стамбул — 27 липня 1635; мати — Кесем Султан або Махфіруз Султан)
- Мурад IV (26/27 липня 1612 — 8 лютого 1640; мати — Кесем Султан)
- син (1610 — страчений 1 червня 1622)
- Шехзаде Селім (27 червня — липень 1611; мати — Кесем Султан)
- Шехзаде Хасан (25 листопада 1612—1615; мати — Фатма Султан)
- Шехзаде Баязид (1611/1612 жовтня — страчений 27 серпня 1635; мати — Махфіруз Хадідже Султан)
- Шехзаде Хюсейн (14 листопада 1613—1617; мати — Махфіруз Хадідже Султан)
- Шехзаде Касим (1613/1614 — 17 лютого 1637/1638; мати — Кесем Султан)
- син (1615 — страчений 1 червня 1622;)
- Ібрагім I (4/5 листопада 1615 — 28 серпня 1648; мати — Кесем Султан)

Дочки
- Айше Султан (1605—1656; мати — Кесем Султан)
- Фатма-султан (бл.1605 /1606 — 1670; мати — Кесем Султан)
- Кесем Султан (1606 — березень 1612; мати невідома)
- Гевхерхан-султан (бл. 1608—1660; мати — Кесем Султан)
- Ханзаде Султан (1609 — 23 вересня 1650; мати — Кесем Султан або Махфіруз Хадідже Султан)
- Бурназ Атіке-султан (1614 — ок. 1674; мати — Кесем Султан)
- Абіде Султан (прибл. 1618 — прибл.1648; мати — Фатьма Султан)
- Зейнеп Султан (мати невідома)
- Донька — була видана за Шехіт Алі-Пашу)

## Образ в кіно
В турецькому серіалі «Величне Століття: Кесем» роль султана Ахмеда виконав Екін Коч.